# Observatoire du Mont-Mégantic
L'Observatoire du Mont-Mégantic (OMM) est un observatoire astronomique professionnel situé à environ 1 100 mètres d'altitude sur le mont Mégantic, dans la région de l'Estrie, au Québec (Canada). Il a été inauguré en 1978. Il abrite un télescope de type Ritchey-Chrétien dont le miroir primaire fait 1,6 mètre de diamètre, ce qui en fait le quatrième en taille au Canada et le plus grand dans l'est de l'Amérique du Nord.
L'OMM est l'observatoire astronomique le mieux équipé du Canada. La création, en septembre 2007, d'une réserve de ciel étoilé au parc national du Mont-Mégantic a permis de diminuer fortement la pollution lumineuse dont était victime l'observatoire et d'en faire le plus performant en sol canadien.
Autour de l'OMM gravite un centre de recherche en astronomie auquel sont associées l'Université de Montréal, et l'Université Laval.

## Historique
Le 24 juillet 1967, à la suite d'un discours du Général de Gaulle à Montréal où ce dernier prononce la fameuse phrase « Vive le Québec libre ! », les relations entre le Canada et la France se refroidissent. Quelques années plus tard, voulant retisser des liens, les gouvernements des deux pays décident de construire un observatoire astronomique commun, l'Observatoire Canada-France-Hawaï (CFHT), sur le site du Mauna Kea, à Hawaï,.
Ce projet est amorcé par la France en 1970 et rejoint par le Canada en 1973. Les responsables du projet du CFHT, en visite à l’Université de Montréal en 1974, discutent avec les professeurs Gilles Beaudet et Georges Michaud (membres du département de physique de l’Université de Montréal,) de l’opportunité d’un partenariat avec la construction d'un observatoire supplémentaire, plus petit et situé au Canada, afin, entre autres, d'y développer divers instruments destinés au CFHT,.

### Construction de l'observatoire du Mont-Mégantic
La planification et la construction de l'OMM s'est faite en plusieurs étapes. Dès 1971, les professeurs Gilles Beaudet et Georges Michaud obtiennent l'appui de leur administration pour un projet de construction d'un observatoire astronomique de calibre scientifique sur le territoire québécois. L'idée était de promouvoir l'astronomie professionnelle au Québec, qui accusait un retard important en la matière, et d'établir un tremplin pour les étudiants de 2e et 3e cycles universitaires dans ce domaine. René Racine, alors professeur à l'Université de Toronto, rejoint le projet à titre de consultant externe à l'été 1973 et en devient l'un des leaders. Durant la même année, l’Université Laval rejoint le projet et devient partenaire à part égales avec l’Université de Montréal. En 1974, une entente est signée entre le Canada, la France et les États-Unis pour la construction du télescope Canada-France-Hawaii, ce qui consolide la future collaboration avec l’OMM,.
Après plusieurs études de sites menées en 1974, les astronomes de l'Université de Montréal choisissent son emplacement : l'observatoire sera construit au sommet du mont Mégantic, dans la région de l'Estrie. Plusieurs critères justifient cette décision :
- L'altitude de 1 110 mètres, qui réduit la réfraction de lumière et augmente la transparence puisqu'il y a moins d'atmosphère à traverser.
- La fréquence des nuits claires, qui est équivalente au reste du Canada, soit environ 25 % par année.
- La position géographique du site, situé en milieu rural à égale distance de Québec et Montréal, villes des deux universités désignées pour gérer l'observatoire, l'Université de Montréal et l'Université Laval[13].
- L'éloignement des grands centres urbains, un élément clé pour éviter la pollution lumineuse[14].

Le 16 mars 1976 fut annoncée l'entente entre le Conseil national de recherche du Canada (CNRC), le ministère de l'Éducation du Québec (MÉQ), l'Université de Montréal et l'Université Laval pour l'octroi de subventions sur quatre ans (1976-1980) qui couvrent les frais de construction, d'équipement, de fonctionnement et de salaire des professeurs et des employés.
Dès avril 1976, le télescope est commandé chez la société américaine Perkin-Elmer Corporation (division Boller and Chivens). Entre août 1976 et le printemps 1977 commencent les travaux sur le mont Mégantic, notamment l'ébauche d'une route vers le sommet. La construction démarre officiellement le 8 août 1977. En voici les principales étapes :

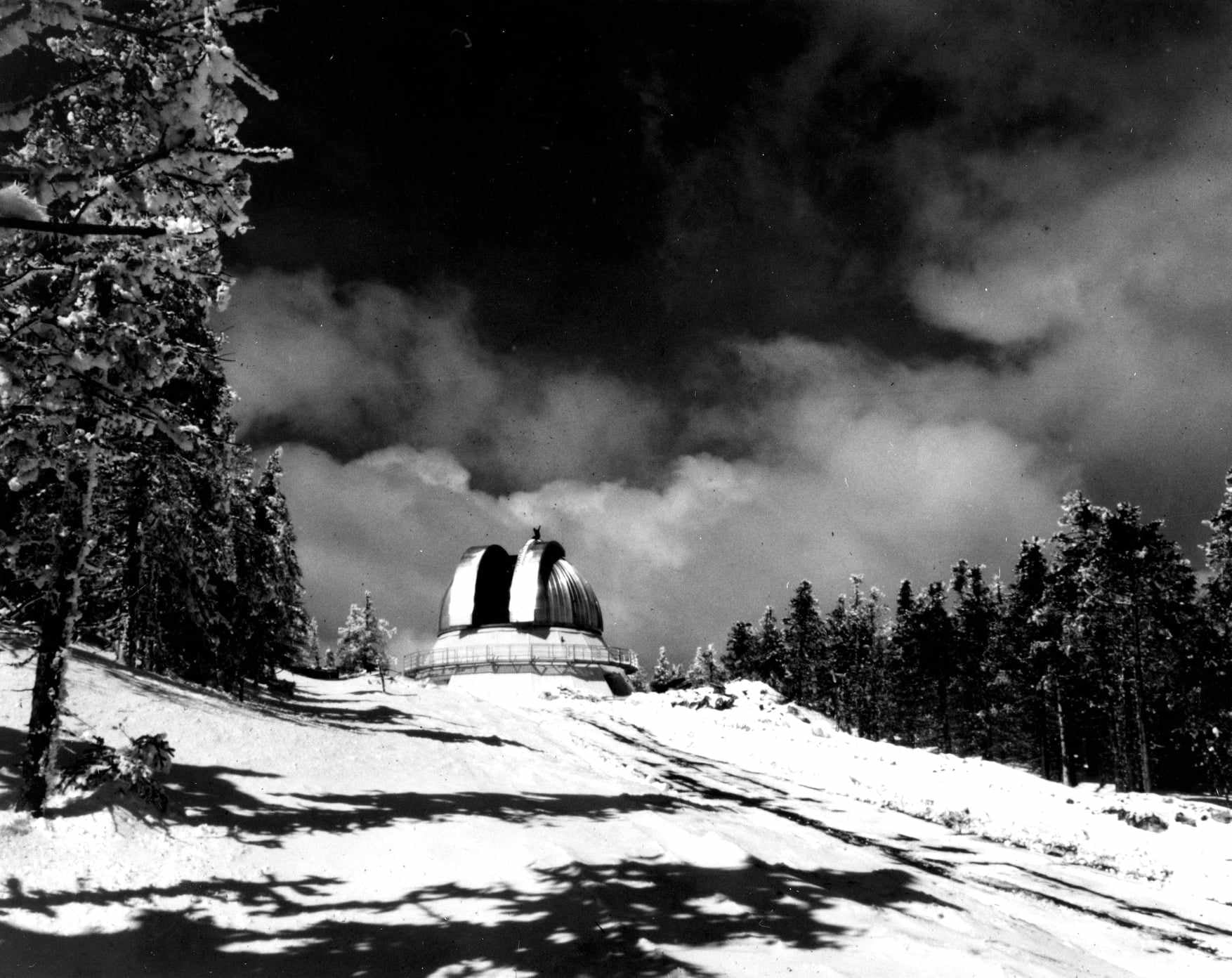
L'observatoire du Mont-Mégantic en 1978 avec sa coupole terminée.

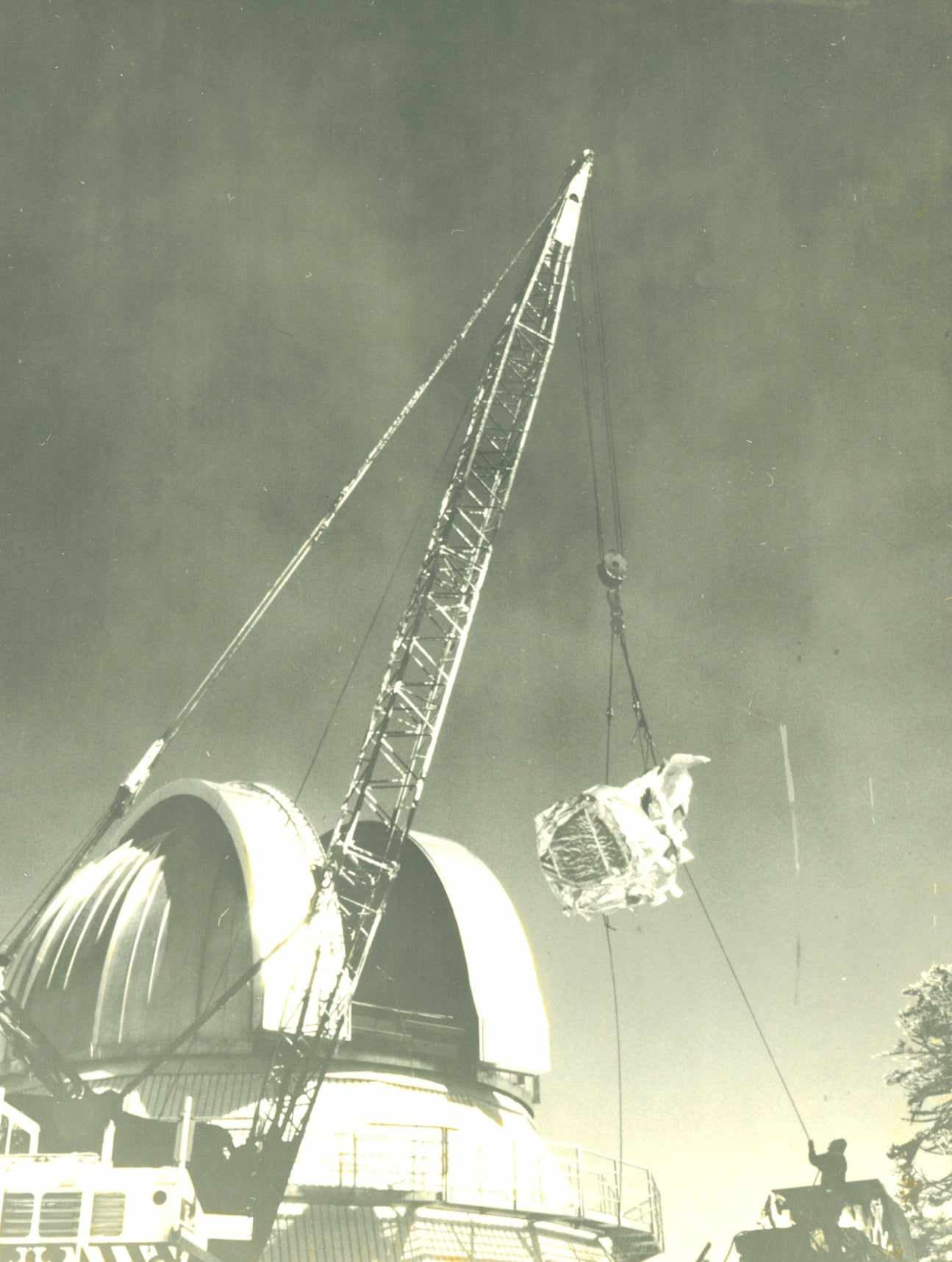
Installation du socle du télescope de l'observatoire du Mont-Mégantic le 22 avril 1978.

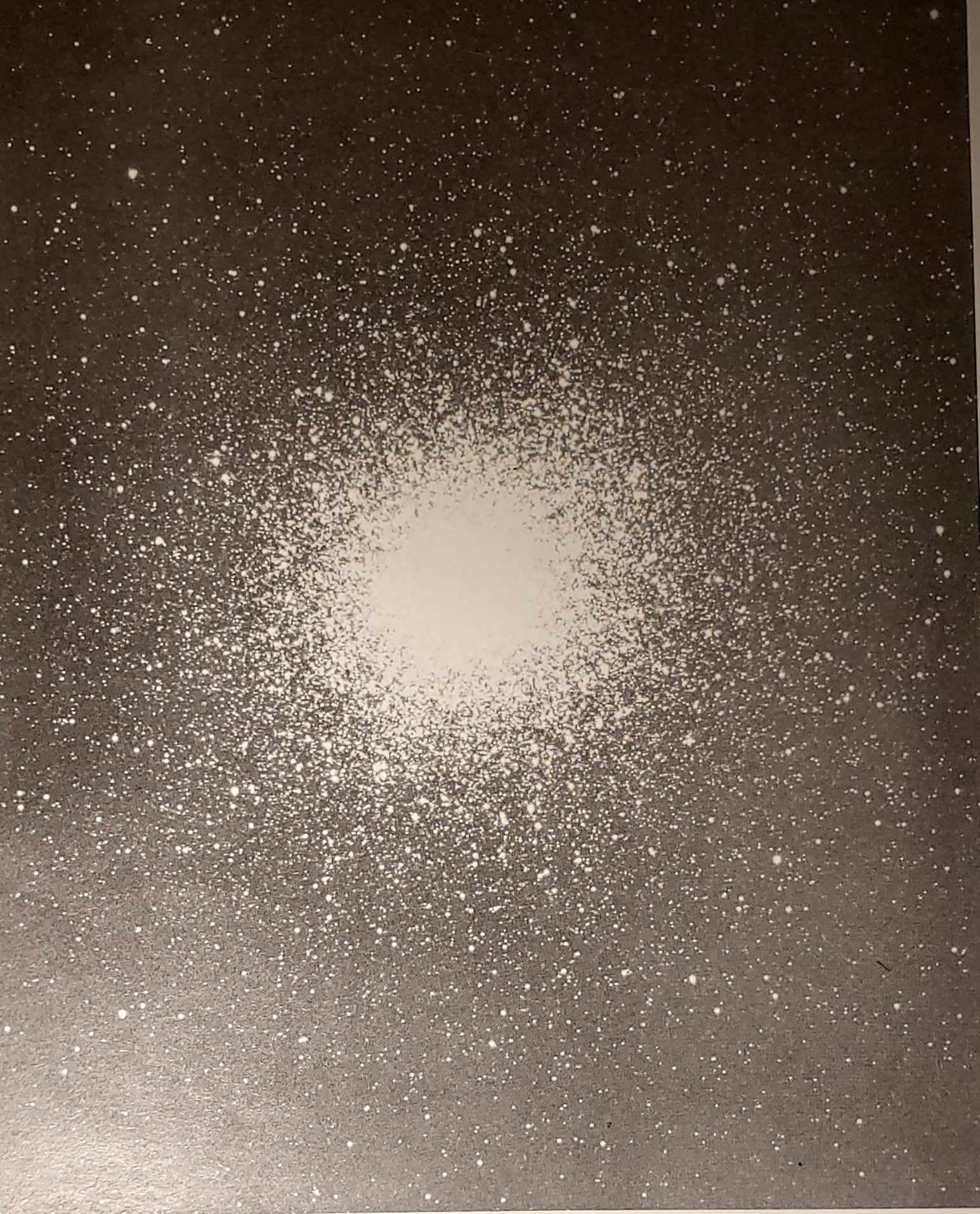
La toute première astrophotographie de l'observatoire du Mont-Mégantic le 27 avril 1978 : l'amas globulaire d'Hercules (M13).

- 17 décembre 1977 : le pavillon des astronomes, qui sert d'hébergement pour les professeurs, les étudiants ainsi que les employés d'entretien, est complété. Il est situé à quelques dizaines de mètres de l'observatoire.
- 4 avril 1978 : le bâtiment de l'observatoire et sa coupole sont terminés, malgré les retards et les difficultés éprouvées par les ouvriers américains, peu habitués au climat hivernal québécois.
- 20 avril 1978 : début de l'installation du télescope.
- 27 avril 1978 : l'instrument reçoit sa première lumière, celle de l'amas globulaire d'Hercule (M13)[16].
- 6 mai 1978 : l'installation du télescope est terminée; c'est le début des travaux d'observation.
- 16 septembre 1978 : inauguration de l'observatoire du Mont-Mégantic.

Quant au télescope Canada-France-Hawaii, partenaire important de l'observatoire du Mont-Mégantic, il est mis en service en 1979.

### Évolution des activités entourant l'observatoire du Mont-Mégantic durant les dernières décennies
La présence d'un observatoire astronomique de calibre professionnel attire la curiosité du public. Cela pousse Bernard Malenfant, technicien à l'observatoire, à fonder le Festival d'astronomie populaire du Mont-Mégantic, dont la première édition a lieu en juillet 1982.

Les années 1990 sont déterminantes pour la conservation de l'environnement autour de l'OMM. À cet effet, entre autres pour assurer la pérennité de l'observatoire, « [l]e 16 juin 1994, le décret 678-94 du Gouvernement du Québec confirme la création du Parc de conservation du Mont-Mégantic. Ce sont 54,9 km2 de territoire qui venaient d'être protégés par la Loi sur les parcs. » 

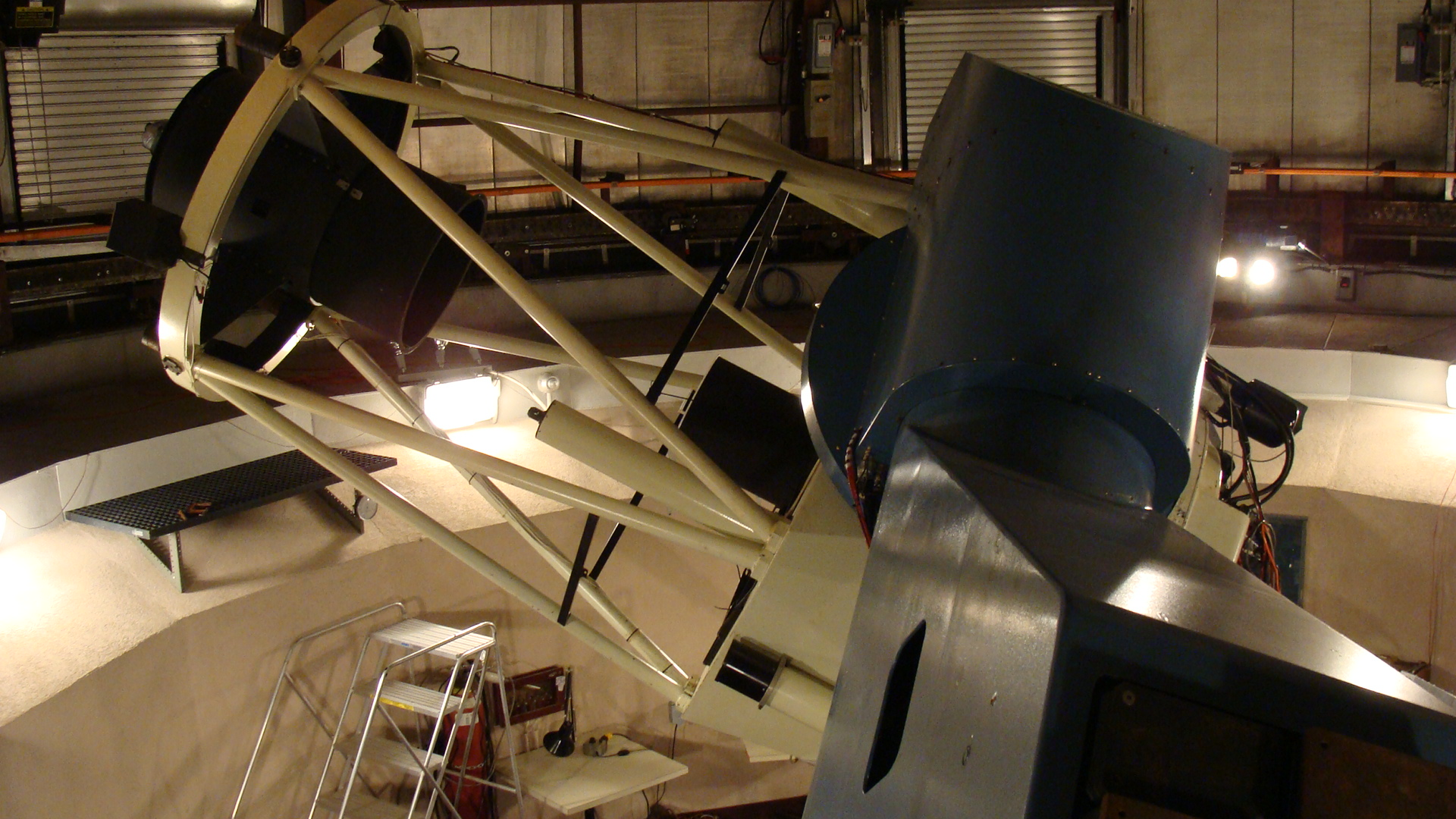
Télescope de l'OMM.

Le Festival d'astronomie populaire étant toujours aussi couru durant les années 1990, Bernard Malenfant a l'idée de créer un centre de diffusion et de vulgarisation du savoir astronomique. Ainsi, l'ASTROLab ouvre ses portes en mai 1996. Le bâtiment abrite « […] une exposition muséale, une salle multimédia ainsi qu'une flotte de télescopes permettant d'organiser des soirées d'astronomie » pour le grand public. En accord avec les gestionnaires de l'OMM, l'ASTROLab organise depuis ce temps des visites de l'observatoire.
L'OMM et la présence de chercheurs en astronomie attirent quelques mécènes. En l'occurrence, l'homme d'affaires André Saint-Hilaire, passionné d'astronomie, offre son propre télescope personnel de 24 pouces, dont il ne se servait presque plus, à l'ASTROLab, à condition qu'il soit dédié aux visites du public. Le bâtiment qui l'abrite est construit par l'ASTROLab sur le sommet du mont Mégantic, à quelques centaines de mètres de l'OMM. Il est nommé "Observatoire populaire du Mont-Mégantic" et il ouvre ses portes en 1997.

### Réserve internationale de ciel étoilé du Mont-Mégantic (RICEMM)
Entre autres pour préserver la qualité des observations astronomiques de l'Observatoire du Mont-Mégantic, l'ASTROLab, situé à la base de la montagne, organise dès 2002 un important projet de lutte contre la pollution lumineuse qui mène, en 2007, à la première réserve internationale de ciel étoilé (voir Réserve internationale de ciel étoilé du Mont-Mégantic (RICEMM)).

### Retrait des subventions du CRSNG
En avril 2009, le Conseil de recherche en sciences naturelles et en génie du Canada, qui subventionne le centre de recherche, annonce qu'il retirera, après une année de transition, la totalité de sa contribution annuelle au projet, soit environ 325 000 dollars canadiens. Le CRSNG explique que ce retrait est dû à son financement amputé de 5 % suite au budget fédéral de 2009 et que « [l]e programme d'appui aux ressources majeures est un des programmes directement affectés par les coupes […] ». Selon le chercheur de l'Université de Montréal et directeur de l'observatoire René Doyon ainsi que l'astrophysicien de l'Université Laval Laurent Drissen, ceci nuira fortement à la recherche québécoise en astrophysique. « Non seulement l'observatoire est en péril, mais tout notre laboratoire de recherche d'envergure nationale et internationale est en péril ». « Il y a des centaines de doctorants qui ont été formés à l'Observatoire du Mont-Mégantic. En coupant cela, cela coupe carrément les pieds de l'astronomie au Québec. On a formé des générations d'astronomes. C'est comme si ce qu'on avait fait depuis 30 ans, finalement, ça ne revenait à rien ».
Le 12 juin 2009, le ministre des Travaux publics et Services gouvernementaux Christian Paradis annonce, à Lac-Mégantic, qu'une subvention de près de 520 000 $CAN sera versée à l'Observatoire par Développement économique Canada, assurant, selon l'Université de Montréal, le financement de l'observatoire pour les deux prochaines années.
Le 11 février 2015, faute de financement du gouvernement fédéral, il était prévu que l’Observatoire du Mont-Mégantic (OMM) ferme définitivement ses portes le 1er avril 2015,. Cependant, dans la même journée, le gouvernement est revenu sur sa décision, assurant encore deux ans de financement,.
Le financement de l'OMM semble se stabiliser autour des années 2020. Ainsi, la ministre du Revenu national du Canada, Marie-Claude Bibeau, annonce, le 2 août 2024, la prolongation de l'entente promulguée en 2018 entre Développement économique Canada, l'Université de Montréal et l'OMM pour le fonctionnement de ce dernier, pour une subvention totale de 3 350 000$ (CAD). Selon la ministre Bibeau, « L'Observatoire du Mont‑Mégantic est un chef de file en matière d'innovation scientifique. Il joue un rôle fondamental pour la région et pour le Québec et ce partenariat qui se poursuit lui permettra de continuer ses travaux de recherche en plus de contribuer à la vitalité économique et touristique de notre région ».

## Recherche

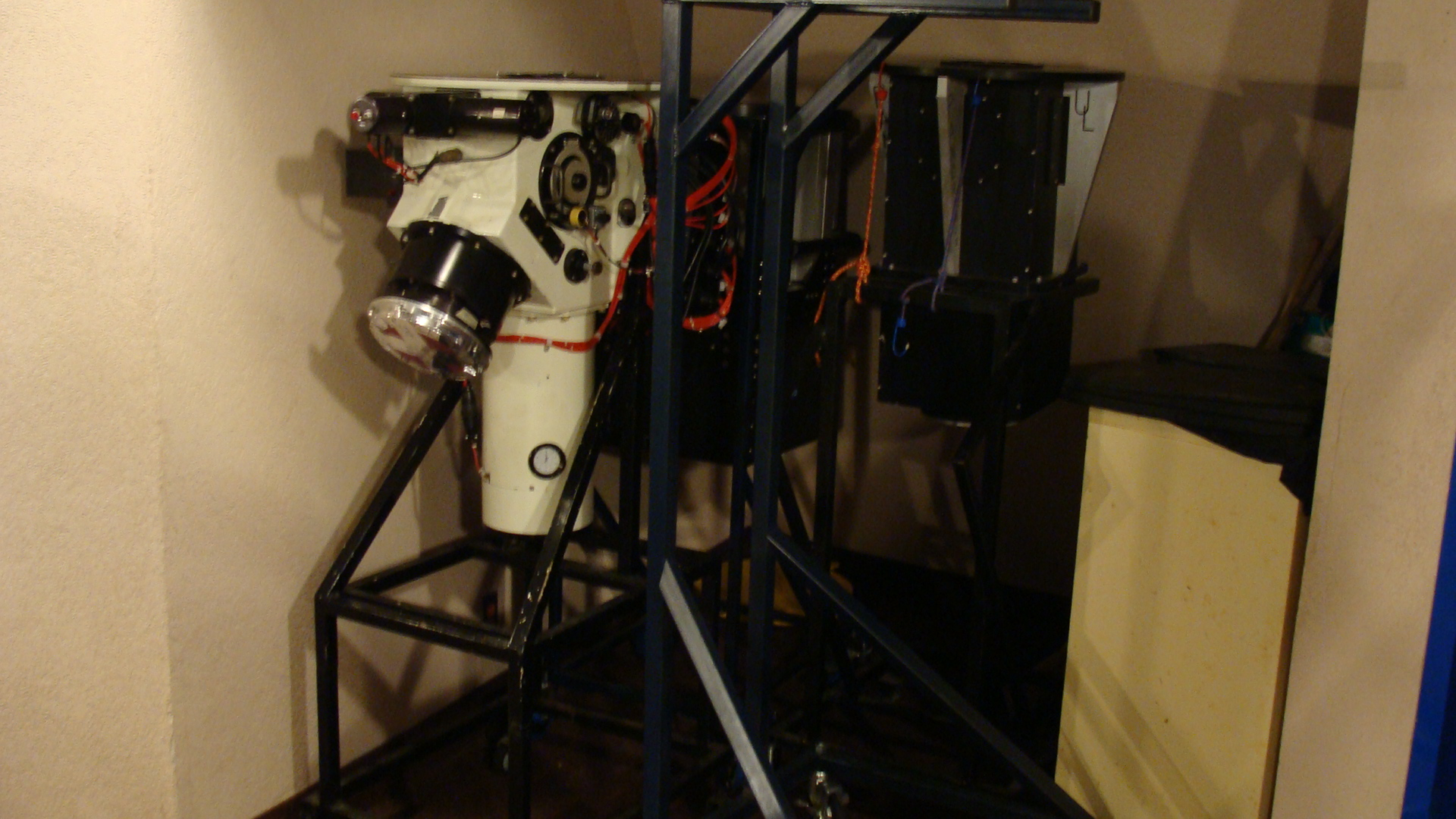
Quelques instruments utilisés à l'OMM.

L'observatoire est équipé de nombreux instruments, notamment dans le domaine de l'infrarouge. Ainsi, il est possible d'y faire de l'imagerie, de la spectroscopie et de la polarimétrie dans le domaine visible, soit d'environ 350 nanomètres (nm) jusqu'à 1 micromètre ({\displaystyle \mu }m). L'observatoire peut également utiliser deux instruments pour l'observation dans l'infrarouge (1 à 2,5 {\displaystyle \mu }m), un imageur à grand champ (CPAPIR) et un spectro-imageur (SIMON).
Il n'y a pas d'astronome résident à cet observatoire. Les chercheurs qui s'y rendent effectuent des missions d'observation qui durent généralement de une à trois semaines. Pendant cette période, ils sont logés et nourris au chalet des astronomes situé à une centaine de mètres de l'observatoire.
Chaque nuit d'observation, un technicien accompagne le ou les chercheur(s).

### Instrumentation

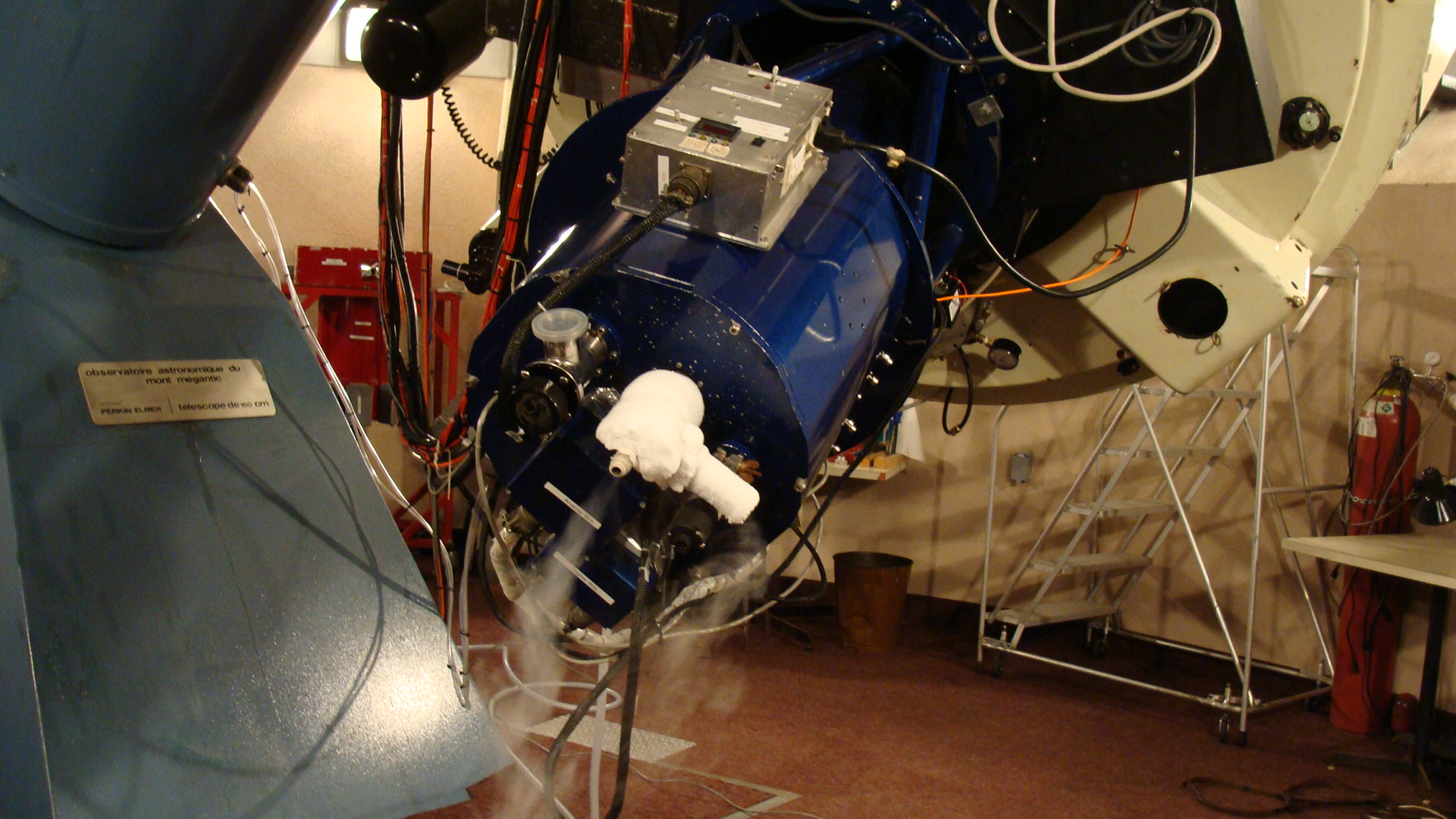
Caméra CPAPIR développée par des étudiants et chercheurs de l'Université de Montréal.

L'OMM sert en grande partie au développement d'instruments d'observation astronomique. Une fois au point, plusieurs d'entre eux sont utilisés par d'autres observatoires situés, notamment, à Hawaï et au Chili.

### Liste des instruments
- Cpapir
- SIMON
- FaNTOmM
- Panoramix I & II
- SpIOMM: Spectromètre imageur à transformée de Fourier (350 - 850 nm), champ de vue de 12' x 12'
- EMCCD
- PESTO

## Visite de l'OMM
Le sommet du mont Mégantic est accessible en voiture. Des visites de l'observatoire sont organisées par l'ASTROLab du parc national du Mont-Mégantic, un centre d'animation scientifique dont les installations sont principalement situées à la base du massif du Mont-Mégantic.